# 钱达尔勒·哈利勒帕夏
钱达尔勒·哈利勒帕夏（土耳其語：Çandarlı Halil Paşa，—1453年7月10日），为与其祖父钱达尔勒·卡拉·哈利勒·海雷丁帕夏区分，也被称为“小钱达尔勒·哈利勒帕夏”，奥斯曼帝国官员，于蘇丹穆拉德二世在位的1439年接替其父亲老钱达尔勒·易卜拉辛帕夏出任奥斯曼帝国大维齐尔（宰相），1453年6月1日被后任蘇丹穆罕默德二世拘捕，7月10日处决。他是奥斯曼帝国初年显赫的政治家族钱达尔勒家族的一员，是该家族第四个出任大维齐尔的人。他也是第一個被蘇丹處死的大维齐尔。

## 生平
哈利勒帕夏是第四个也是倒数第二个出身钱达尔勒家族的大维齐尔，他祖父钱达尔勒·卡拉·哈利勒·海雷丁帕夏、伯父钱达尔勒·阿里帕夏和父亲老钱达尔勒·易卜拉辛帕夏曾出任这一职务，而他儿子小钱达尔勒·易卜拉欣帕夏后来也担任过这一职位。
穆拉德二世曾让位给自己的儿子穆罕默德二世而退居马尼萨。为护卫穆拉德二世，哈利勒帕夏在附近的镇子上建造了一座城堡，并将镇子以自己的家族名字“钱达尔勒”来重新命名，其兴建的城堡至今仍是钱达尔勒镇当地的著名地标。在穆拉德二世退位期间，哈利勒帕夏在首都埃迪尔内陪着名义上的苏丹，仍是个孩子的穆罕默德二世有效地控制了帝国事务。为了应对欧洲联军对奥斯曼领土的攻击，哈利勒罢黜了少年苏丹穆罕默德二世，并迎回更有能力的穆拉德二世，也因此导致了穆罕默德二世的不满。而且已经把持朝政近一个世纪的钱达尔勒家族凭借其对帝国的影响已经变得极其富有，甚至超过了作为皇室的奥斯曼家族，这一事实进一步恶化了穆罕默德二世与哈利勒帕夏的关系。
穆罕默德二世登基为苏丹的时候，拜占庭皇帝君士坦丁十一世致信奥斯曼帝国，要求提高奥尔罕的年金，否则将释放他。奥尔罕是奥斯曼家族的旁系成员，企图僭越称帝，并可能导致内战。这是拜占庭分裂他国的惯用伎俩。哈利勒帕夏对拜占庭的信十分愤怒，并回信说：
你们这些愚蠢的希腊人，我早已洞悉你们狡猾的伎俩。上一任苏丹宽容而友善地对待你们，这一任苏丹穆罕默德却有不同的想法。如果君士坦丁堡能避开他的无畏与勇猛，那只可能是上帝仍忽视了你们狡猾邪恶的计划。

你们是如此的愚蠢，在我们最近的和平协议上墨迹才勉强变干之时，竟然认为可以靠你们的幻想来恫吓我们。我们不是没有力量和辨识力的孩童。如果你们认为可以开始做一些事情，那么去做吧。如果你们想在色雷斯宣告奥尔罕是苏丹，那么宣告吧。如果你们想让匈牙利人越过多瑙河，那么让他们来吧。如果你们企图收复你们早已丧失的土地，那么你们试试吧。但请记住：在这些事情上，你们不会有任何进展。你们要做的这一切，不过是让你们现在拥有的那一点也丧失罢了。
1453年，在占领君士坦丁堡之后，已经亲政的穆罕默德二世立即拘捕哈利勒帕夏，并没收了他的财产。君士坦丁堡是在1453年5月29日攻陷的，而6月1日哈利勒帕夏即被拘捕了，这表明苏丹对这一行动已经预谋已久了。7月10日，哈利勒帕夏被处决。
由此，穆罕默德二世终结了奥斯曼帝国近一个世纪的钱达尔勒时期，虽然在15世纪末，哈利勒帕夏的儿子小钱达尔勒·易卜拉欣帕夏还曾短暂的出任过大维齐尔，但从哈利勒帕夏被处决开始，钱达尔勒家族就逐渐没落了，影响力也再没能超出伊兹尼克。